# Supernova (Supernova)
Supernova è il primo album in studio del gruppo musicale cileno Supernova, pubblicato nel 1999.

## Tracce
1. Toda la noche
2. Tú y yo
3. Sin ti soy un fantasma
4. Deja que el mundo dé vueltas
5. Discogroovy
6. Maldito amor
7. Mi amor no se compra
8. Giselle
9. Navidad mentira
10. Pide un deseo
11. Maldito amor (Remix)